# Тома Беро
Тома Беро (Берар) (на латински: Thomas Belardus) е деветнадесетият Велик магистър на Ордена на тамплиерите от 1256 до 1273 г.

## Биография
По времето, в което той е начело на Ордена, кръстоносците водят последни кръвопролитни битки и в крайна сметка са окончателно изтласкани от Светите земи от сарацините. Загубени или предадени последователно са Сафед, Бофор, Гастон, Антиохия, Шателблан, Монфор и то с тежки загуби на жива сила. Заслуга на Беро е укрепването и стабилизирането на отношенията между Ордена на тамплиерите и останалите ордени. Двата най-големи ордена – на тамплиерите и на хоспиталиерите, успяват да подпишат десетгодишно примирие с мамелюкския султан на Египет и Сирия Байбарс.
Тома Беро умира през 1273 г.